# Перчик, Александр Ильич
Александр Ильич Перчик (13 июля 1936, Москва - 18 мая 2007, Москва) — советский и российский учёный-экономист, профессор, автор книг и статей по горному праву Российской Федерации.

## Биография
Родился в Москве, где в 1959 году окончил инженерно-экономический факультет МИНХ и ГП им. И.М. Губкина по специальности «экономика, организация и управление в нефтяной и газовой промышленности».
В 1959 - 1960 гг. младший научный сотрудник, аспирант МИНХ и ГП, с 1963 по 1965 годы старший инженер НИЧ МИНХ и ГП им. Губкина.
В 1965 г. защитил кандидатскую диссертацию на тему «Вопросы экономики и организации работ по опробованию скважин».
В 1965 - 1968 гг. старший научный сотрудник ВНИИ экономики нефтегазовой промышленности.
В 1968 - 1979 гг. заведующий отделом ТЭИ ВНИИ экономики газовой промышленности.
В 1979 - 1998 гг. заведующий отделом ТЭИ ВНИПИМорнефтегаз. В то же время - советник Министерства промышленности Алжира с 1969 по 1972 гг., советник министра нефти Анголы с 1977 по 1979 гг.
В 1989 году защитил докторскую диссертацию на тему «Концепция и стратегия освоения морских ресурсов нефти и газа» в ВНИИКТЭП при Госплане СССР.
В 1992 - 1998 гг. профессор кафедры права ГАНГ им. И. М. Губкина.
В 1998 году основал и возглавил кафедру горного права РГУ нефти и газа им. И. М. Губкина - первую в России. С 1998 по 2007 год - заведующий кафедрой.
С 1998 года член РАЕН, с 1992 года эксперт Госдумы и Совета Федерации Федерального собрания РФ.

## Научная, практическая и законотворческая деятельность
За 43 года работы в сфере экономики нефтегазовой добычи А. И. Перчик в качестве руководителя или ответственного исполнителя принимал участие в решении многих крупных научно-практических проблем, в частности:
- создание новой системы управления отраслью (1965-1968 гг.);
- генеральные схемы развития газовой промышленности на XII и XIII пятилетки (1968-1977 гг.);
- повышение эффективности основных фондов (1975-1979 гг.). За эту работу А. И. Перчик был удостоен Премии им. И. М. Губкина.

В этот период А.И. Перчик был командирован в качестве советника министра в Алжир (1970-72 гг.) и Анголу (1977-78 гг.) после получения этими странами независимости для оказания помощи в создании нефтяных министерств.
Однако наиболее значимыми достижениями А.И. Перчика следует считать создание, фундаментальную разработку и активное участие в реализации двух новых научных направлений. Первое научное направление, которым А.И. Перчик занимался 19 лет - экономика морской нефтегазодобычи. Результат - докторская диссертация (1989 г.), монография «Экономика морской нефтегазодобычи», руководство экономической частью всех крупных Российских морских проектов в период 1979-1998 гг., в т.ч. Штокмановский, Сахалин I и II , Приразломное и др. Второе научное направление, которым он занимался 12 лет - нефтегазовое горное право как новая подотрасль природоресурсного права.
В 1991 г. А.И. Перчик был введен в состав рабочих групп Правительства РФ и Госдумы по разработке законов «О недрах», «О соглашениях о разделе продукции», «О концессиях». В 1993-1995 гг. под его руководством был разработан и принят Федеральным собранием закон «О нефти и газе». Глубокое знание отрасли и опыт законотворческой работы позволили ему первым в России создать и начать разрабатывать новую для современной юриспруденции дисциплину - «Горное право».
В настоящее время её изучают уже во многих ВУЗах. Издан учебник «Горное право» (1996 г.), который два раза переиздавался (2002, 2008 гг.).
Монографии «Соглашения о разделе продукции» (1999 г.), «Лизинг в нефтегазодобыче» (2001 г.), «Словарь по горному праву» (2000 г.) являются настольными книгами отраслевых менеджеров, депутатов и ученых.
С 1998 г. А.И. Перчик возглавлял единственную в России кафедру горного права, которая помимо юридического факультета Университета нефти и газа им. И.М. Губкина, вела юридическую подготовку на экономическом и всех технологических факультетах.
На кафедре горного права вместе с профессором Борисом Дмитриевичем Клюкиным и Галиной Георгиевной Коварской он трудился до мая 2007 года. В 2001 году А.И. Перчиком начата разработка новой учебной комплексной дисциплины - «Трубопроводное право».
Читал лекции по специальностям: Горное право, Трубопроводное право, Природоресурсное право. 
Подготовил 8 кандидатов наук, в т.ч. из Вьетнама и Словакии, был консультантом 3 докторских диссертаций.
Во многом благодаря Александру Ильичу Перчику в России было возобновлено и методически обеспечено преподавание дисциплины «Горное право» для студентов юридических и других специальностей, связанных с недропользованием.

## Награды и общественная деятельностьть
Член Российской академии естественных наук с 1998 года и эксперт Госдумы и Совета Федерации Федерального собрания РФ с 1992. А также:
- Консультант профильных комитетов Госдумы
- Советник Минэнерго
- Член техсоветов ряда нефтяных компаний
- Член редколлегий отраслевых журналов
- Эксперт Администраций ряда субъектов РФ

Присвоены звания:
- «Почетный работник газовой промышленности» (1996)
- «Заслуженный работник Минтопэнерго» (1986)
- «Отличник нефтедобывающей промышленности»
- «Отличник газовой промышленности» (1986)

Награждён медалями:
- «Лауреат премии имени академика И.М. Губкина» (1972, 2008)
- «Ветеран труда» (1987)
- «Золотая» и «Серебряная» медали ВДНХ (1975)
- «В. И. Вернадского»
- «За заслуги в деле возрождения науки и экономики России» (1997)
- «Заслуженный работник высшей школы РФ» (2004)

## Основные труды
Автор 215 научных работ, в том числе 9 монографий, 17 методических указаний и инструкций, среди них:
- «Экономика освоения морских месторождений нефти и газа» – М.: Недра, 1990
- «Основы горного права» – М.: Недра, 1996
- «Соглашение о разделе продукции» – М.: Нефть и газ, 2000
- «Горное право» – М.: Филогия три, 2002
- «Налогообложение нефтегазодобычи» – М.: Нестор академик паблишер, 2004